# 김정일리아
김정일리아(Kimjongilia)는 2009년 제작된 다큐멘터리 영화다. 김정일화라는 꽃의 영문명에서 이름을 딴 이 영화는 북한 정권에 대해 고발하는 내용이다. 선댄스영화제에서 다큐멘터리 부문 수상을 하기도 했다.
- 감독 : N.C. 헤이킨
- 출연 : 강철환(본인), 홍은철(국내 개봉 나레이션), 김철웅(본인), 변옥선(본인), 신동혁(본인), 김정일(자료화면, 본인) 등

## 출연

### 주연
- 강철환
- 김철웅
- 변옥선
- 신동혁

## 기타
- 프로듀서: 조영선
- 음향: 크리스 화이트
- 음향: 안드레이 네트보이
- 음향: 패트릭 도나휴

## 상영
2011년 현재 상영권을 북한민주화위원회가 갖고 있으며 업무 협약을 통해 참개인가치연대와 참개인 대학생 네트워크에서 영화를 대학이나 교회 등에 상영할 때, 즉 상업적 목적이 아닌 경우 무료상영할 수 있도록 권장하고 있다.

## 같이 보기
- 김정일화